# Pela (unidade regional)
Pela (Pellis; em grego: Πέλλα) é uma unidade regional da Grécia, localizada na região da Macedônia Central. Sua capital é a cidade de Edessa. Pela faz parte das  dez cidades originais que formavam a região de Decápolis eram: Citópolis, Pella, Diom, Gerasa, Filadélfia, Gadara, Rafana, Canata, Hipos e Damasco.